# لويس ألماغرو
لويس ليوناردو ألماغرو ليميس (بالإسبانية: Luis Almagro)‏ (مواليد 1 يونيو 1963) هو محام ودبلوماسي وسياسي من أوروغواي، يعمل حاليا ب وصفه الأمين العام الثامن لمنظمة الدول الأمريكية. عمل كوزير للشؤون الخارجية بين عامي 2010 و2015، أثناء رئاسة خوسيه موخيكا.

## روابط خارجية
- لويس ألماغرو على موقع مونزينجر (الألمانية)